# Sint-Michiels

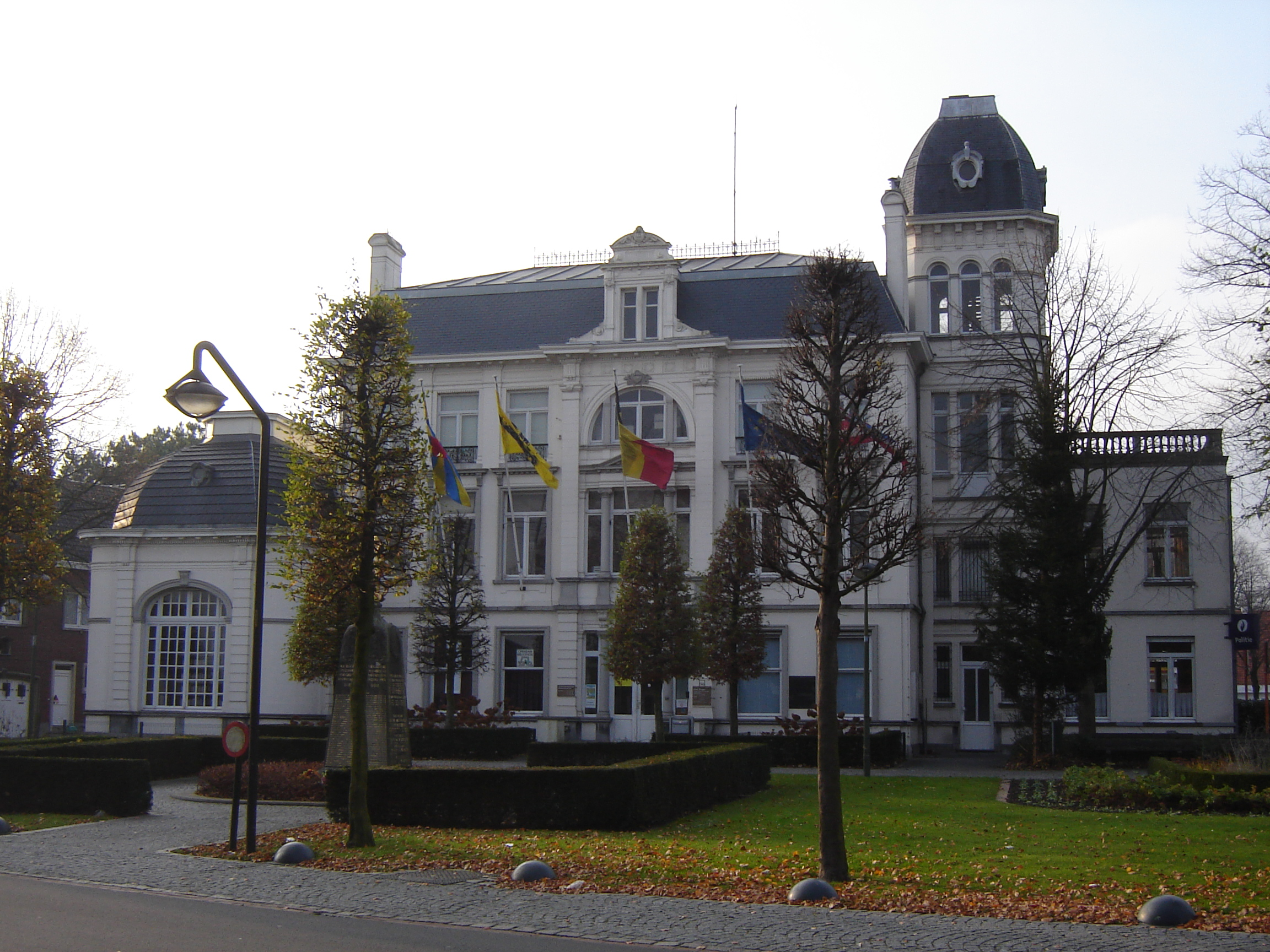
Antiga câmara municipal de Sint-Michiels.

Sint-Michiels é uma vila e deelgemeente do município belga de Bruges, província de Flandres Ocidental. Em 1 de Janeiro de 2005, Sint-Michiels tinha 12.422 habitantes, uma área de 9,59 km² e uma correspondente densidade populacional de 1295 habitantes por km²